# Michael Seifert
Michaël Seifert (Landau; het huidige Schyrokolaniwka, Oblast Mykolajiv, 16 maart 1924 – Santa Maria Capua Vetere, 6 november 2010) was een Oekraïense Volksduitser. Hij was SS'er en concentratiekampbewaker tijdens de Tweede Wereldoorlog. Zijn bijnaam was Het beest van Bolzano.
Van 1944 tot 1945 was hij kampbewaker in het concentratiekamp in Bozen (Bolzano) (Italië, van september 1943 tot april 1945 gebied van het Groot-Duitse Rijk). Dit was een doorgangskamp in het noorden van dat land, van waaruit Italiaanse Joden, verzetslieden en deserteurs uit de Wehrmacht geïnterneerd werden. Volgens de aanklagers beging Seifert aldaar onder meer gruwelijke misdaden, waaronder het doodschieten van een moeder en dochter, het uitsteken van ogen bij een Italiaanse verzetsman en het vermoorden van joodse gevangenen.
Na de oorlog vluchtte Seifert in 1951 naar Canada waar hij officieel het staatsburgerschap verkreeg. Hij verloor dit echter weer madat ontdekt was dat hij zijn naziverleden had verzwegen bij binnenkomst in Canada. Van 1951 tot 1990 werkte hij zonder veel problemen in een houtzagerij nabij Vancouver. In 2000 werd hij bij verstek tot een levenslange gevangenisstraf veroordeeld door een rechtbank in de Italiaanse stad Verona voor onder meer het martelen en vermoorden van elf mensen in het kamp Bozen. Destijds was het nog niet mogelijk om hem uit te leveren aan Italië.
Dit lukte pas in februari 2008, nadat hij op 17 januari 2008 zijn rechtszaak bij het Canadees Hooggerechtshof had verloren, waarmee hij zijn uitlevering wilde tegenhouden. Op 16 februari 2008 kwam hij met een speciale militaire vlucht uit Toronto in Rome aan. Daar werd hij overgebracht naar een militaire gevangenis in Santa Maria Capua Vetere in de buurt van Napels, alwaar hij een levenslange gevangenisstraf uitzat. Hij overleed op 86-jarige leeftijd in een ziekenhuis waar hij een aantal dagen eerder was geopereerd wegens spijsverteringsproblemen.